# Kecamatan Karangrejo (distrikt i Indonesien, lat -7,99, long 111,90)
Kecamatan Karangrejo är ett distrikt i Indonesien.   Det ligger i provinsen Jawa Timur, i den västra delen av landet, 600 km öster om huvudstaden Jakarta.